# 尼克·奧佛曼
尼古拉斯·大卫·奧佛曼（1970年6月26日—）是一位美国演员、喜剧演员、作家、制片人和木工。他因在NBC情景喜剧《公园与游憩》（2009-2015）中饰演罗恩·斯旺森而广为人知，并因此获得電視評論家協會喜剧个人成就奖，并两次获得评论家选择电视奖最佳电视奖喜剧系列男配角提名。
奧佛曼还出演过FX剧集《冰血暴》第二季(2015)，并因此获得评论家选择电视奖提名，此外还出演了剧集《潘和湯米》(2022) 以及HBO剧集《最后生还者》(2023)。他曾出演多部独立电影，如《夏日之王》(2013)、《我們的故事未完待續》 (2015)、 《创始人》(2016) 、《怦然心動的節拍》(2018)和《美國不平等的根源》(2023)。
他曾執行製作和主演多部電影包括电影明日之屋 (2017)。他为《神秘小鎮大冒險（2012-2016）中的人物Agent Powers配音，并为乐高大电影系列（2014年至今）、《尖叫旅社2》(2015)、《冰河世紀：笑星撞地球》(2016)、星夢動物園系列電影提供配音工作 (2016年至今)和
他开始与艾米·波勒共同主持NBC真人秀竞赛系列节目Making It（2018年至今）；两人获得黄金时段艾美奖真人秀或竞赛节目杰出主持人的三项提名。